# English Premier Ice Hockey League 1999/2000
Die Saison 1999/2000 war die zweite Austragung der English Premier Ice Hockey League. Nach der Aufsplittung der English League in eine Division I und die höherklassige Premier Division wurde sie uneinheitlich English Premier League oder English League Premier Division bezeichnet. Die Liga hat nach der Ice Hockey Superleague und British National League den Status der dritten Ligenebene.

## Modus und Teilnehmer
Es wurden zwei Runden, jeweils mit Hin- und Rückspiel gespielt. Für einen Sieg – auch nach Verlängerung oder Penaltyschießen – wurden zwei Punkte vergeben, für ein Unentschieden gab es einen Punkt. Das Teilnehmerfeld setzte sich ausschließlich aus englischen Mannschaften zusammen.
Im Januar 2000 wurde die Mannschaft der Oxford Blades aus finanziellen Gründen vom Spielbetrieb zurückgezogen. Im Februar des Jahres wurde aus disziplinären Gründen der Spielbetrieb für die Cardiff Devils 2 beendet. Die Ergebnisse der Mannschaften wurden annulliert.

## Hauptrunde
| Platz | Mannschaft            | Spiele | S  | U | N  | Tore    | Punkte |
| ----- | --------------------- | ------ | -- | - | -- | ------- | ------ |
| 1     | Chelmsford Chieftains | 24     | 19 | 1 | 4  | 294:120 | 52     |
| 2     | Wightlink Raiders     | 24     | 13 | 3 | 8  | 220:117 | 48     |
| 3     | Swindon Wildcats      | 24     | 10 | 1 | 13 | 90:111  | 21     |
| 4     | Invicta Dynamos       | 24     | 8  | 3 | 13 | 117:138 | 19     |
| 5     | Romford Raiders       | 24     | 5  | 2 | 17 | 78:127  | 12     |
|       | Oxford Blades         |        |    |   |    | :       |        |
|       | Cardiff Devils 2      |        |    |   |    | :       |        |

Legende: S–Siege, U–Unentschieden, N–Niederlage

## Halbfinale
Die Halbfinalspiele wurden mit Hin- und Rückspiel im März 2000 ausgetragen.